# Monstera
Monstera Adans., 1763 è un genere di piante monocotiledoni della famiglia delle Aracee.

## Descrizione
Si tratta di piante rampicanti perenni e sempreverdi simili al Philodendron, che si arrampicano ai possibili appigli (soprattutto la corteccia degli alberi) con le loro radici aeree.
Il margine delle foglie è profondamente settato; in esemplari pienamente sviluppati, la lamina della foglia arriva perfino ad essere perforata. Questa conformazione permette alle foglie di raggiungere notevoli dimensioni (anche un metro di diametro) senza che il vento arrivi a strapparne i tessuti.
L'infiorescenza è a spadice.

## Distribuzione e habitat
Sono diffuse nelle zone tropicali dell'America latina, anche se ormai, in paesi dal clima simile, le specie sono state importate e possono essere ritrovate saltuariamente allo stato spontaneo.

## Tassonomia
Il genere comprende le seguenti specie:
- Monstera acacoyaguensis Matuda
- Monstera acuminata K.Koch
- Monstera adansonii Schott
- Monstera amargalensis Croat & M.M.Mora
- Monstera anomala Zuluaga & Croat
- Monstera aureopinnata Croat
- Monstera barrieri Croat, Moonen & Poncy
- Monstera boliviana Rusby
- Monstera buseyi Croat & Grayum
- Monstera cenepensis Croat
- Monstera costaricensis (Engl. & K.Krause) Croat & Grayum
- Monstera deliciosa (Liebm.)
- Monstera dissecta (Schott) Croat & Grayum
- Monstera dubia (Kunth) Engl. & K.Krause
- Monstera egregia Schott
- Monstera epipremnoides Engl.
- Monstera filamentosa Croat & Grayum
- Monstera florescanoana Croat, T.Krömer & Acebey
- Monstera glaucescens Croat & Grayum
- Monstera gracilis Engl.
- Monstera guzmanjacobiae Diaz Jim., M.Cedeño, Zuluaga & Aguilar-Rodr.
- Monstera integrifolia Zuluaga & Croat
- Monstera juliusii M.Cedeño & Croat
- Monstera kessleri Croat
- Monstera lechleriana Schott
- Monstera lentii Croat & Grayum
- Monstera limitaris M.Cedeño
- Monstera luteynii Madison
- Monstera maderaverde Grayum & Karney
- Monstera membranacea Madison
- Monstera minima Madison
- Monstera molinae Croat & Grayum
- Monstera monteverdensis M.Cedeño & Croat
- Monstera obliqua Miq.
- Monstera oreophila Madison
- Monstera pinnatipartita Schott
- Monstera pittieri Engl.
- Monstera planadensis Croat
- Monstera praetermissa E.G.Gonç. & Temponi
- Monstera punctulata (Schott) Schott ex Engl.
- Monstera siltepecana Matuda
- Monstera spruceana (Schott) Engl.
- Monstera standleyana G.S.Bunting
- Monstera subpinnata (Schott) Engl.
- Monstera tenuis K.Koch
- Monstera tuberculata Lundell
- Monstera vasquezii Croat
- Monstera xanthospatha Madison

## Usi

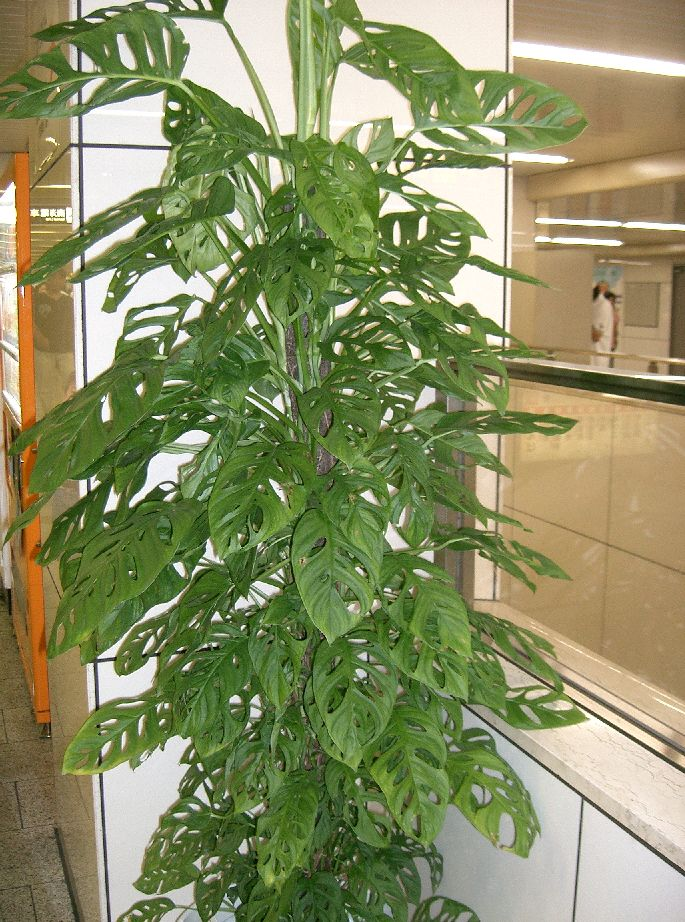
Monstera adansonii var. laniata

I primi esemplari di  Monstera arrivarono all'inizio del XIX secolo dal Messico.
Monstera deliciosa è molto apprezzata come pianta ornamentale, soprattutto negli appartamenti. Tra le piante da appartamento, è senz'altro tra le più notevoli per quanto riguarda le dimensioni delle foglie. Non richiede troppa luce, né tollera il pieno sole. Si riproduce facilmente per talea, preferibilmente immergendo lo stelo con poche foglie in un contenitore pieno di acqua.  I suoi frutti (che crescono naturalmente solo nei paesi in cui è ambientata) sono commestibili e molto gradevoli, ragion per cui la specie si chiama così (anche se i frutti contengono spesso dei cristalli di ossalato che possono risultare pungenti e sgradevoli).
Un'altra specie abbastanza apprezzata per il suo valore ornamentale, ma meno facile da reperire, è Monstera adansonii (sin. friedrichshalii).